# Desa Pengarasan (administrativ by i Indonesien, lat -7,17, long 108,94)
Desa Pengarasan är en administrativ by i Indonesien.   Den ligger i provinsen Jawa Tengah, i den västra delen av landet, 250 km öster om huvudstaden Jakarta.